# スピリット・101
スピリット・101 (Spirit 101) は、スピリット・レーシングが開発したフォーミュラカー。設計責任者はゴードン・コパック。前作の201とは異なり、初めからF1として設計されたマシンであった。1983年は第13戦の予選日のみ使用され、1984年のF1世界選手権で本格投入されると、1985年5月にチームが撤退するまで搭載するエンジンを変更しながら使用された。決勝最高成績は8位。

## 101
101は1983年シーズン開幕前から設計作業が進められており、8月からの実戦投入を目指していたが、ホンダの川本信彦が既に翌年からのウィリアムズF1との提携を水面下で決めており、テストベッドであるスピリットでは旧型201/201CでホンダV6ターボパワーのF1における立ち位置がわかればそれでよいと考えていたこともあり101の完成が急がれなかったという側面があった。9月になり、第13戦イタリアGPで初めて101がグランプリのパドックに持ち込まれた。コパックはまだカーボンファイバー素材の優位性に疑念があったため、101でも旧来のアルミニウム製モノコックでマシンを設計した。エンジンはホンダ・RA163Eを搭載。イタリアではスペアカーとして持ち込まれたが、公式セッションでの走行はなかった。続くブランズ・ハッチでのヨーロッパGPではスペアカーとしてプラクティスを走行したが、決勝レースは201が使われた。ヨーロッパGP終了後、ホンダは予定を早めて最終戦南アフリカGPからウィリアムズへのエンジン供給開始を決定。フランク・ウィリアムズが独占供給を譲らなかったためスピリットはエンジンを失い、最終戦に出走できなかった。

### スペック
- ダンパー コニ
- トランスミッション 6速 ヒューランドFGB
- 燃料タンク容量 220L
- ブレーキ ロッキード
- タイヤ グッドイヤー
  - 前 23.5/10.0 15inch
  - 後 26.0/15.0 13inch
- エンジン ホンダ・RA163E
- ターボ IHIツインターボ
- 出力 590馬力/11,000回転
- イグニッション ホンダ
- フュエルシステム ホンダ・PGMF1

## 101B
ホンダエンジンを失ったスピリットであったが、ハート415Tを101に搭載、101Bとして1984年シーズンに参戦する。ドライバーはマールボロ・アルファロメオからの移籍加入となるマウロ・バルディが起用された。カラーリングは前年までの赤青白に代わって白一色となったが、開幕戦ブラジルGPと第2戦南アフリカGPではマールボロレッドの赤色に塗られた。第3戦からはふたたび白一色となった。ホンダエンジンに替えてハートエンジンを搭載した101Bであったが、ボディサイドにはホンダのステッカーが貼られていた。これはホンダからの資金援助（スピリットが所持する4基のハート・ターボエンジンを購入したのがホンダだったとされる。）があったと当時英オートスポーツ誌で取材していたイアン・フィリップスが言及している。苦しいチームの運営資金を賄うため、第7戦カナダGPからバルディに代わってスポンサー資金を持ち込んだオランダ人ルーキーヒューブ・ロテンガッターがドライブ。ロテンガッターの資金がイタリアGPで終了すると、バルディが終盤2戦に復帰した。101Bの最高成績は8位で、バルディが3回、ロテンガッターが1回記録している。

### スペック
- ホイールベース 2,730mm
- トレッド (F)1,829mm /(R)1,626mm
- 重量 550kg
- ダンパー コニ
- トランスミッション 5/6速 ヒューランド
- ブレーキ ロッキード
- タイヤ ピレリ
  - 前 255/620 13inch
  - 後 400/655 13inch
- エンジン ハート415T
- 出力 600馬力/10,000回転
- イグニッション マレリ
- フュエルシステム ルーカス

## 101C
1984年シーズン途中の第8戦デトロイトGPでエンジンの供給に問題が生じ、ハートエンジンを搭載できなくなってしまう。チームは急遽コスワースDFVを調達、これを搭載した101Cを準備した。突貫工事でDFVを搭載された101Cであったが、レースでは予選落ちしてしまう。101Cは1台が101Bから改修されたが、その後101Bに戻されている。

### スペック
- ホイールベース 2,692mm
- トレッド (F)1,829mm /(R) 1,626mm
- 重量 550kg
- ダンパー コニ
- トランスミッション 5速 ヒューランド
- 燃料タンク容量 220L
- タイヤ ピレリ
  - 前 255/620 13inch
  - 後 400/655 13inch
- エンジン フォード・コスワース・DFV
- 出力 510馬力 / 10,800回転
- イグニッション ルーカス
- フュエルシステム ルーカス

## 101D
1985年、チームは改良型の101Dでシーズンに臨んだ。ドライバーは前年に引き続いてバルディが起用された。カラーリングは白一色であったが、第3戦サンマリノGPでは1983年のような赤白青の塗り分けに戻っている。開幕から3戦連続でリタイアした後、チームは財政難のため、タイヤの供給権をトールマンに売却、F1から撤退した。

### スペック
- ホイールベース 2,730mm
- ダンパー コニ
- トランスミッション 5/6速 ヒューランド
- 燃料タンク容量 220L
- タイヤ ピレリ
- エンジン ハート415T
- 出力 600馬力/10,000回転
- イグニッション マレリ
- フュエルシステム ルーカス

## F1における全成績
(key) （太字はポールポジション、斜体はファステストラップ）
| 年     | シャシー  | エンジン                    | タイヤ | No. | ドライバー     | 1   | 2   | 3   | 4   | 5   | 6   | 7   | 8   | 9   | 10  | 11  | 12  | 13  | 14  | 15  | 16  | ポイント | 順位 |
| ------ | --------- | --------------------------- | ------ | --- | -------------- | --- | --- | --- | --- | --- | --- | --- | --- | --- | --- | --- | --- | --- | --- | --- | --- | -------- | ---- |
| 1983年 | 101       | ホンダ V6 (t/c)             | G      |     |                | BRA | USW | FRA | SMR | MON | BEL | DET | CAN | GBR | GER | AUT | NED | ITA | EUR | RSA |     | 0        | -    |
| 1983年 | 101       | ホンダ V6 (t/c)             | G      | 40  | ヨハンソン     |     |     |     |     |     |     |     |     |     |     |     |     | DNP | PO  |     |     | 0        | -    |
| 1984年 | 101B 101C | ハート L4 (t/c) フォード V8 | P      |     |                | BRA | RSA | BEL | SMR | FRA | MON | CAN | DET | DAL | GBR | GER | AUT | NED | ITA | EUR | POR | 0        | -    |
| 1984年 | 101B 101C | ハート L4 (t/c) フォード V8 | P      | 21  | バルディ       | Ret | 8   | Ret | 8   | Ret | DNQ |     |     |     |     |     |     |     |     | 8   | 15  | 0        | -    |
| 1984年 | 101B 101C | ハート L4 (t/c) フォード V8 | P      | 21  | ロテンガッター |     |     |     |     |     |     | Ret | DNQ | Ret | Ret | 9   | Ret | Ret | 8   |     |     | 0        | -    |
| 1985年 | 101D      | ハート L4 (t/c)             | P      |     |                | BRA | POR | SMR | MON | CAN | DET | FRA | GBR | GER | AUT | NED | ITA | BEL | EUR | RSA | AUS | 0        | -    |
| 1985年 | 101D      | ハート L4 (t/c)             | P      | 21  | バルディ       | Ret | Ret | Ret |     |     |     |     |     |     |     |     |     |     |     |     |     | 0        | -    |

## 参照
1. ↑  川本が「新車(101)は一目見てこれでは勝てないだろうと分かる代物だった」ともコメント。
2. 1 2  名車列伝 スピリット201C F1速報
3. ↑  Ian Phillips Column オートスポーツ No.394 37頁 三栄書房 1984年5月1日発行